# يوشع قناز
يوشع قناز (2 مارس 1937 - 12 أكتوبر 2020)، هو كاتب، وكاتب سيناريو، ومترجم، وصحفي، ولغوي إسرائيلي، ولد في بتاح تكفا.

## التعليم
تعلم في جامعة باريس، والجامعة العبرية في القدس.

## جوائز
حصل على جوائز منها:
- جائزة بياليك (1997).

## وصلات خارجية
- يوشع قناز على موقع IMDb (الإنجليزية)
- يوشع قناز على موقع ألو سيني (الفرنسية)
- يوشع قناز على موقع أول موفي (الإنجليزية)
- يوشع قناز على موقع قاعدة بيانات الفيلم (الإنجليزية)
- يوشع قناز على موقع كينوبويسك (الروسية)